# Ячинские
Ячинские (пол. Jaczyński ) — дворянский род.
В Визской Земле оседлые. Из них Бернард Ячинский владел в 1755 году в Вонсовском Повяте именим Яки, Рыдзево и Вёнзовница.

## Описание герба
В середине подковы два серебряные, один над другим, кавалерские креста. В навершии шлема ястреб на взлете вправо, держащий подкову с двумя крестами как в щите. Герб Ястршембец 5 (употребляют: Ячинские) внесен в Часть 2 Гербовника дворянских родов Царства Польского, стр. 190.